# Крістіна Маслах
Крістіна Маслах (англ. Christina Maslach; 21 січня 1946, Сан-Франциско, США) — американська соціальна психологиня, провідна фахівчиня з професійного вигоряння, яке досліджує понад 40 років. Співавторка багатофакторної теорії вигоряння та відповідного опитувальника «Опитувальник вигоряння Маслах» (зі Сьюзан Е. Джексон). Людина, яка припинила Стенфордський тюремний експеримент. Професорка психології та провідна наукова співробітниця Університету Берклі у Каліфорнії.

## Біографія
Крістіна Маслах народилася 21 січня 1946 року у Сан-Франциско в сім'ї Джорджа Дж. Маслах і Доріс А. Маслах (до шлюбу Кунео). Джордж Маслах був авіаційним інженером та проректором з досліджень та академічних питань Каліфорнійського університету. Доріс Маслах (Кунео) була громадською діячкою і однією з небагатьох на той момент жінок, які здобули ступінь бакалавра математики в Каліфорнійському університеті. Подружжя спільно займалося політичним активізмом, одними з перших виступаючи проти сегрегації у школах Берклі у 1950-х роках. Маслах має польське коріння по батьківській лінії та італійське — по материнській.
Крістіна Маслах здобула ступінь бакалавра з відзнакою в Коледжі Редкліфф в 1967 році, а в 1971 році — ступінь доктора філософії психології в Стенфордському університеті. Після закінчення університету почала роботу в Університеті Берклі.
Крістіна Маслах є провідною фахівчинею у галузі професійного вигорання. Починаючи з 1978 року вона написала десятки робіт, присвячених цій темі. У 1981 році, спільно з Сьюзан Джексон вона створила інструмент для вимірювання емоційного вигоряння, «Опитувальник вигоряння Маслах». Опитувальник, який спочатку був створений для діагностики вигоряння серед персоналу сфери послуг, згодом був адаптований для медперсоналу, персоналу сфери освіти та студентства. Також існує загальний опитувальник вигоряння Маслах.
У 2019 році Всесвітня організація охорони здоров'я, спираючись на роботи Крістіни Маслах, включила професійне вигоряння до 11 перегляду Міжнародної класифікації хвороб (МКХ-11) як хворобливий стан, зумовлений професією.

## Наукова діяльність
Науковими інтересами Маслах є професійне вигоряння, розвиток особистості та соціальний вплив, а також психологія здоров'я. Крістіна Маслах є провідною фахівчинею з професійного вигоряння і займається розробкою цієї проблеми вже понад 40 років.
К. Маслах, у співавторстві із Сьюзан Е. Джексон, є розробницею багатофакторної теорії вигоряння. Згідно з цією теорією, професійне вигоряння є не єдиним психологічним феноменом, а синдромом, що включає три основні симптоми: емоційне виснаження, деперсоналізація (або цинізм) і редукція професійних досягнень. Емоційне виснаження характеризується занепадом фізичних і психічних сил, втратою інтересу до роботи, швидкою стомлюваністю та апатією. Деперсоналізація, що розуміється тут в іншому значенні, ніж у клінічній психології, характеризується сприйняттям людей на роботі (колег, клієнтів, начальства) не як особистостей, а як «об'єктів»: відбувається знецінення їх особистісних якостей, через що в поведінці все частіше простежуються цинічні нігілістські патерни, людина стає більш байдужою до страждань іншої людини, дратівливою та агресивною щодо інших людей. Під редукцією особистих досягнень розуміється сприйняття себе таким (такою), хто не зміг (змогла) стати професіоналом(-кою), знецінюються всі попередні досягнення в роботі, знижується продуктивність: людина вважає себе некомпетентною у вирішенні професійних завдань.
На основі багатофакторної теорії вигоряння спільно із Сьюзан Е. Джексон був розроблений опитувальник MBI (Maslach Burnout Inventory).
Згодом, у співавторстві з М. Лейтером та В. Шауфеллі, Маслах внесла в модель широкий спектр ситуаційних корелятів, запропонувавши шість областей робочого життя, які безпосередньо пов'язані з різними компонентами вигоряння — це робоче навантаження, контроль, винагорода, колектив, справедливість та цінності. Ця модель фокусується на рівні відповідності та невідповідності між людиною та шістьма областями робочого середовища. Відповідно до цієї моделі, чим вища неузгодженість, тим більша ймовірність виникнення професійного вигоряння.

## Роль у Стенфордському тюремному експерименті
Крістіна Маслах одружена з американським соціальним психологом Філіпом Зімбардо, відомим організацією Стенфордського тюремного експерименту. Маслах була в комісії з умовно-дострокового звільнення учасників експерименту, починаючи з четвертого дня проведення експерименту. Вона, як і інші члени комісії, що здебільшого складалася з аспірантів і деяких колег Зімбардо, оцінювали персонал, ув'язнених та охоронців в'язниці, тому про деталі експерименту нічого не знала. На п'ятий день Зімбардо попросив Маслах провести інтерв'ю з учасниками дослідження, для чого їй необхідно було спуститися в місце проведення експерименту (у підвал Стенфордського університету).

Крістіна Маслах, за власними спогадами, була приголомшена ситуацією, що склалася в підвалі Стенфорда, і досить категорично повідомила про це Філіпу Зімбардо, з яким на той момент перебувала в романтичних стосунках.
… у мене стався дуже сильний спалах емоцій (зазвичай я поводжуся стримано). Я злилася і була налякана. Я почала плакати. Я сказала щось на кшталт: «Те, що ти робиш із цими хлопцями, — жахливо!»
Стенфордський тюремний експеримент достроково завершили на шостий день проведення. Вирішальну роль у цьому зіграла Крістіна Маслах, будучи єдиною з тих, хто брав участь у проведенні дослідження і засумнівалася в його етичності.

## Нагороди та визнання
Національне визнання Крістіна Маслах отримала у 1997 році разом зі званням «Професор року» — нагородою, яку присуджує Фонд Карнегі та Рада з розвитку та підтримки освіти (CASE). Крістіна Маслах була головою Західної Психологічної Асоціації (WPA) у 1988—1989 роках, а також у 2020 році, коли організація святкувала свій 100-річний ювілей.
В Університеті Берклі Крістіна Маслах була нагороджена за видатні заслуги у викладанні (The Distinguished Teaching Award), за заслуги перед факультетом (The Faculty Service Award), а також дипломом Берклі (вища нагорода Каліфорнійського університету).
- NAS Award for Scientific Reviewing (2020)

## Вибрані роботи
- Maslach, C. (1978). Job burnout: How people cope. Public Welfare, 36 (2), 56-58.
- Maslach, C., & Jackson, S. E. (1981). Засіб experimented burnout. Journal of organizational behavior, 2 (2), 99-113.
- Leiter, M. P. , & Maslach, C. (1988). The impact of interpersonal environment on burnout and organizational commitment. Journal of organizational behavior, 9 (4), 297—308.
- Maslach, C. (1993). Burnout: A multidimensional perspective.
- Maslach, C. , Schaufeli, W. B. , & Leiter, M. P. (2001). Job burnout. Annual review of psychology, 52 (1), 397—422.
- Maslach, C. (2003). Burnout: The cost of caring . Ishk.
- Maslach, C. , & Leiter, M. P. (2008). Early predictors of job burnout and engagement. Journal of applied psychology, 93 (3), 498.
- Maslach, C. , & Leiter, M. P. (2008). The truth about burnout: How organizations cause personal stress and what to do about it. John Wiley & Sons.
- Монтгомері, A. , Panagopoulou, E. , Esmail, A. , Richards, T. , & Maslach, C. (2019). Burnout in healthcare: The case for organizational change. The BMJ, 366 : 14774 (1-5).
- Maslach, C. , & Leiter, M. P. (2021). Burnout: What it is and how to measure it. In Harvard Business Review, HBR guide to beating burnout (211—221). Boston MA: Harvard Business Review Press